# Garnet Crow
GARNET CROW – japoński zespół założony w 1999 roku i związany z wytwórnią Giza Studio. W skład zespołu wchodzą Yuri Nakamura, Hitoshi Okamoto, Nana Azuki i Hirohito Furui. Muzyka GARNET CROW ma swoje źródło w gatunku Neo Acoustic. Pomimo płodnego początku zespół nie występował na żywo, ani nie pojawił się w TV przed rokiem 2002. Zespół zadebiutował 29 marca 2000 roku wydaniem dwóch singli Mysterious Eyes i Kimi no uchi ni tsuku made zutto hashitte yuku.
Zróżnicowany skład GARNET CROW i głęboki wokal Nakamury odróżnia grupę od zespołów jej współczesnych. Każdy członek odniósł również indywidualny sukces w branży muzycznej: Nakamura i Azuki często skupiają na sobie światło jupiterów z GARNET CROW, Okamoto osiągnął karierę solową, a Furui jest poszukiwanym aranżerem muzyki.

## Członkowie
- Yuri Nakamura (jap. 中村由利 Nakamura Yuri) – wokal
- Nana AZUKI (jap. AZUKI七 AZUKI Nana) – klawisze
- Hitoshi Okamoto (jap. 古井弘人 Okamoto Hitoshi) – gitara
- Hirohito Furui (jap. 岡本仁志 Furui Hirohito) – klawisze, aranżacja muzyczna

## Dyskografia

### Albumy studyjne
- first soundscope ~Mizu no nai hareta umi e~ (jap. first soundscope 〜水のない晴れた海へ〜g) (31 stycznia 2001)
- SPARKLE ~Sujigakidōri no Sky Blue~ (jap. SPARKLE 〜筋書き通りのスカイブルー〜) (24 kwietnia 2002)
- Crystallize ~Kimi to iu hikari~ (jap. Crystallize 〜君という光〜) (12 listopada 2003)
- I'm waiting 4 you (8 grudnia 2004)
- THE TWILIGHT VALLEY (4 października 2006)
- LOCKS (12 marca 2008)
- STAY ~Yoake no Soul~ (jap. STAY 〜夜明けのSoul〜) (30 września 2009)
- parallel universe (8 grudnia 2010)
- Memories (jap. メモリーズ Memorīzu) (7 grudnia 2011)
- Terminus (20 marca 2013)

### Best Album
- Best (26 października 2005)
- THE BEST History of GARNET CROW at the crest... (10 lutego 2010)
- GOODBYE LONELY ~Bside collection~(29 lutego 2012)

### Remix album
- Cool City Production Vol.8 GARNET CROW REMIXES (2005)

### Album koncepcyjny
- All Lovers (4 sierpnia 2010)

### DVD
- GARNET CROW first live scope and document movie (26 marca 2003)
- GARNET CROW live scope 2004 ~~imi to iu hikari~ (jap. GARNET CROW live scope 2004 〜君という光〜) (16 czerwca 2004)
- "le 5 eme Anniversaire" L'Histoire de 2000 a 2005 (20 lipca 2005)
- GARNET CROW LIVESCOPE OF THE TWILIGHT VALLEY (27 czerwca 2007)
- GARNET CROW Special live in Ninna-ji (17 grudnia 2008)
- Are You Ready To Lock On?! ~livescope at the JCB Hall~ (20 maja 2009)
- GARNET CROW livescope 2010 ~THE BEST TOUR~ (4 sierpnia 2010)
- GARNET CROW livescope 2009 ~Yoake no Soul~ (jap. GARNET CROW livescope 2009 〜夜明けのSoul〜) (29 czerwca 2011)
- GARNET CROW livescope 2010+ ~welcome to the parallel universe!~ (29 czerwca 2011)
- GARNET CROW livescope 2012 ~the tales of memories~ (26 września 2012)